# Teófilo III de Jerusalém
Sua Beatitude o Patriarca Teófilo III de Jerusalém (em grego:  Η Α. Μακαριότης ο Πατριάρχης Ιεροσολύμων Θεόφιλος Γ', transl.: I A. Makariótis o Patriárchis Ierosolýmon Theófilos G'; em árabe: غبطة بطريرك المدينة المقدسة اورشليم وسائر أعمال فلسطين كيريوس كيريوس ثيوفيلوس الثالث; Gargaliánoi, Grécia, 4 de abril de 1952) é o atual Patriarca Ortodoxo de Jerusalém, servindo desde a deposição de seu antecessor Irineu em 2005.

## Biografia
Ilías Giannópoulos (em grego:  Ηλίας Γιαννόπουλος) nasceu em Gargaliánoi, na Messénia, em 4 de abril de 1952, mudando-se para Jerusalém em 1964, e passando a estudar na Escola do Patriarcado, graduando-se em 1970, ano em que foi ordenado, em 1 de julho, diácono pelo Arcebispo Basílio do Jordão. Em 1 de julho de 1975, foi ordenado presbítero pelo Arcebispo Diodoro de Hierápolis, e enviado para estudar em Atenas. Logo retornou a Israel, foi reenviado à Inglaterra para prosseguir com seus estudos. Em 14 de fevereiro de 2005, foi finalmente ordenado Arcebispo do Tabor, mas ocupou esta sé por pouco tempo, sendo unanimemente ordenado Patriarca de Jerusalém em agosto do mesmo ano, após deposição de seu antecessor Irineu. Seu entronamento foi atendido por delegados de toda a Igreja Ortodoxa, assim como dignatários seculares a exemplo do Presidente da Grécia e representantes da Autoridade Nacional Palestina, Jordânia e Qatar.